# Omar M. Yaghi
Omar M. Yaghi (en arabe : عمر مونّس ياغي; né le 9 février 1965) est professeur titulaire de la chaire James et Neeltje Tretter de chimie à l'université de Californie à Berkeley et membre de l'Académie nationale des sciences des États-Unis.

## Jeunesse et éducation
Yaghi est né à Amman, en Jordanie, en 1965 dans une famille de réfugiés, originaire de la Palestine mandataire. Il grandit dans une famille avec de nombreux enfants, mais n'a qu'un accès limité à l'eau potable et sans électricité. À l'âge de 15 ans, il s'installe aux États-Unis avec les encouragements de son père. Bien qu'il connaisse peu l'anglais, il commence des cours au Hudson Valley Community College, puis est transféré à l'université d'État de New York à Albany pour terminer son diplôme universitaire. Il commence ses études supérieures à l'université de l'Illinois à Urbana-Champaign et obtient son doctorat en 1990 sous la direction de Walter G. Klemperer. Il est boursier postdoctoral de la Fondation nationale pour la science à l'université Harvard (1990–1992) avec le professeur Richard H. Holm.

## Carrière
Il fait partie des facultés de l'université d'État de l'Arizona (1992–1998) en tant que professeur adjoint, de l'université du Michigan (1999–2006) en tant que professeur de chimie Robert W. Parry et de l'université de Californie à Los Angeles (2007–2012) en tant que professeur de chimie Christopher S. Foote et titulaire de la chaire Irving et Jean Stone en sciences physiques.
En 2012, il part à l'université de Californie à Berkeley où il est professeur de chimie James et Neeltje Tretter. Il est directeur de la fonderie moléculaire du Laboratoire national Lawrence-Berkeley de 2012 à 2013. Il est le directeur fondateur du Berkeley Global Science Institute. Il est également codirecteur du Kavli Energy NanoSciences Institute de l'université de Californie à Berkeley et du Lawrence Berkeley National Laboratory, ainsi que de la California Research Alliance.

## Recherches
Yaghi est le pionnier de la chimie réticulaire, un nouveau domaine de la chimie qui consiste à assembler des blocs de construction moléculaires par des liens solides pour créer des cadres ouverts,,. Son travail le plus connu est dans la conception et la production de nouvelles classes de composés connus sous le nom de réseaux organométalliques (MOF),, réseaux d'imidazolate zéolitiques (ZIF) et réseaux organiques covalents (COF). Les MOF sont connus pour leurs surfaces extrêmement élevées (5 640 pour le MOF-177) et de très faibles densités cristallines (0,17 pour COF-108). Yaghi est également le pionnier du tissage moléculaire et synthétise le premier matériau au monde tissé aux niveaux atomique et moléculaire (COF-505),.
Il travaille sur l'utilisation de ces matériaux dans les technologies d'énergie propre, notamment le stockage de l'hydrogène et du méthane,, la capture et le stockage du dioxyde de carbone , ainsi que la récolte de l'eau de l'air du désert.
Selon une analyse de Thomson Reuters, Yaghi est le deuxième chimiste le plus cité au monde de 2000 à 2010.

## Prix et distinctions
- 2017 : Prix mondial des sciences Albert-Einstein[23]